# Giannandrea Romeo
(Vincenzo Gioberti)
Giovanni Andrea Romeo (Santo Stefano in Aspromonte, 4 luglio 1786 – Santo Stefano in Aspromonte, 28 aprile 1862) è stato un patriota italiano.
Ufficiale murattiano, Romeo aderì alla Carboneria fin dal 1811 e nel 1816 ne divenne "Gran Maestro".
Organizzò e partecipò, assieme al fratello Domenico Romeo e al figlio Pietro Aristeo, alla rivoluzione antiborbonica che si svolse nel sud Italia nel settembre 1847, e ne fu lo stratega militare. Catturato, venne condannato a morte, pena poi commutata all'ergastolo, per poi essere amnistiato nel gennaio 1848.
Si recò a Napoli per sostenere la Costituzione, quindi andò in Toscana e in Abruzzo dove organizzò un moto insurrezionale.
Esiliato in Piemonte, lavorò a fianco di Vincenzo Gioberti. Collaborò con Garibaldi per sollevare la popolazione in Abruzzo.
Nel 1851 si trasferì a Londra dove ebbe stretti rapporti con illustri patrioti italiani, come Giuseppe Mazzini e Aurelio Saffi.
Ritornato nel 1853 a Torino, appoggiò l'idea di Cavour riguardo all'intervento del Piemonte nella guerra di Crimea.
Ad unità avvenuta, entrò a Napoli al seguito di Vittorio Emanuele II re d'Italia, dove vide la figlia Elisabetta sventolare il tricolore italiano dal balcone del palazzo reale. Fece successivamente ritorno, tra tutti gli onori, al paese natìo.